# Palais des sports de Kiev
Pour les articles homonymes, voir Palais des sports.
 (décembre 2016).
Si vous disposez d'ouvrages ou d'articles de référence ou si vous connaissez des sites web de qualité traitant du thème abordé ici, merci de compléter l'article en donnant les références utiles à sa vérifiabilité et en les liant à la section « Notes et références ».
Le Palais des sports (en ukrainien : Київський палац спорту) est un complexe multisports de Kiev en Ukraine. Il a été construit en 1960, conçu par le bureau d'urbanisme de Kyivproekt.
Elle est située sur la rive droite du Dniepr. La patinoire de hockey sur glace accueille notamment l'équipe de hockey sur glace du HK Sokol Kiev.
Le 27 septembre 2011, la chanteuse Britney Spears donne un concert à l'occasion de sa tournée Femme Fatale Tour.